# Babiniczy (rejon witebski)
Babiniczy  (biał. Бабінічы, ros. Бабиничи, Babiniczi) – agromiasteczko (do 2007 roku wieś) na Białorusi, w obwodzie witebskim, w rejonie witebskim.

## Położenie
Babiniczy znajdują się 12 km na północny wschód od Witebska na trasie autostrady P112 (Witebsk-Suraż). W odległości 6 km na północ od miejscowości płynie rzeka Dźwina.

## Historia
Pierwsza wzmianka o Babiniczach jako wsi w województwie witebskim Wielkiego Księstwa Litewskiego pojawia się w XVI wieku. W końcu XVIII wieku była wsią szlachecką i znajdowała się w powiecie witebskim, w województwie witebskim. Po I rozbiorze Polski miejscowość znalazła się w granicach Imperium Rosyjskiego.
W 1841 roku we wsi zbudowaną drewnianą cerkiew. Zniszczono ją w latach 30. XX w.
W 1929 roku w Babiniczach zorganizowano kołchoz.